# I’m Your Baby Tonight
I’m Your Baby Tonight ist das dritte Studioalbum der US-amerikanischen Sängerin Whitney Houston. Es wurde 1990 veröffentlicht, war ein weltweiter Verkaufserfolg und erreichte in zahlreichen Ländern Platinstatus.

## Entstehung und Veröffentlichung
Die Erstveröffentlichung von I’m Your Baby Tonight erfolgte am 26. September 1990 bei Arista Records. Das Album erschien in seiner Originalfassung zeitgleich als CD (Katalognummer: 261 039) und LP (Katalognummer: 211 039) mit elf Titeln. Die Lieder entstanden unter der Mitwirkung von wechselnden Autoren und Produzenten, darunter Babyface, Michael Masser, L.A. Reid, Narada Michael Walden, Stevie Wonder oder auch Luther Vandross.
Houston selbst wirkte an der Produktion von I’m Knockin’ mit. Das Songmaterial wurde nicht von Houston selbst geschrieben, dennoch hatte sie bei diesem Album nach den vorhergehenden Erfolgen mehr Mitspracherecht. Mit All the Man that I Need, das davon handelt, dass die Liebe eines anderen genug sei, um glücklich zu sein, und Miracle waren zwei Balladen auf dem Album enthalten. Ein Kollaboration mit Stevie Wonder (We Didn’t Know) ist ebenfalls auf dem Album enthalten.

## Titelliste
1. I’m Your Baby Tonight – 5:00 – (Babyface, L.A. Reid)
2. My Name Is Not Susan – 4:40 – (Eric Foster White)
3. All the Man That I Need – 4:11 – (Michael Gore, Dean Pitchford)
4. Lover for Life – 4:49 – (Sam Dees)
5. Anymore – 4:23 – (Babyface, Reid)
6. Miracle – 5:42 – (Babyface, Reid)
7. I Belong to You – 5:31 – (Derek Bramble, Franne Golde)
8. Who Do You Love – 3:56 – (Hubert Eaves III, Luther Vandross)
9. We Didn’t Know – 5:31 – (Stevie Wonder) – feat. Stevie Wonder
10. After We Make Love (feat. Stevie Wonder) – 5:06 – (Gerry Goffin, Michael Masser)
11. I’m Knockin’ – 4:58 – (Rhett Lawrence, Ricky Minor, Benjamin Winans)

## Singleauskopplungen
| Jahr | Titel                   | Höchstplatzierung, Gesamtwochen, AuszeichnungChartplatzierungen (Jahr, Titel, , Platzierungen, Wochen, Auszeichnungen, Anmerkungen) | Höchstplatzierung, Gesamtwochen, AuszeichnungChartplatzierungen (Jahr, Titel, , Platzierungen, Wochen, Auszeichnungen, Anmerkungen) | Höchstplatzierung, Gesamtwochen, AuszeichnungChartplatzierungen (Jahr, Titel, , Platzierungen, Wochen, Auszeichnungen, Anmerkungen) | Höchstplatzierung, Gesamtwochen, AuszeichnungChartplatzierungen (Jahr, Titel, , Platzierungen, Wochen, Auszeichnungen, Anmerkungen) | Höchstplatzierung, Gesamtwochen, AuszeichnungChartplatzierungen (Jahr, Titel, , Platzierungen, Wochen, Auszeichnungen, Anmerkungen) | Höchstplatzierung, Gesamtwochen, AuszeichnungChartplatzierungen (Jahr, Titel, , Platzierungen, Wochen, Auszeichnungen, Anmerkungen) | Anmerkungen                                                    |
| Jahr | Titel                   | DE | AT | CH | UK | US | R&B | Anmerkungen                                                    |
| ---- | ----------------------- | --- | --- | --- | --- | --- | --- | -------------------------------------------------------------- |
| 1990 | I’m Your Baby Tonight   | DE5 (23 Wo.)DE | AT3 (14 Wo.)AT | CH4 (14 Wo.)CH | UK5 (11 Wo.)UK | US1 Platin · (19 Wo.)US | R&B1 (17 Wo.)R&B | Erstveröffentlichung: 28. September 1990 Verkäufe: + 1.025.000 |
| 1990 | All the Man That I Need | DE37 (18 Wo.)DE | AT21 (4 Wo.)AT | CH28 (3 Wo.)CH | UK13 (10 Wo.)UK | US1 Platin · (23 Wo.)US | R&B1 (22 Wo.)R&B | Erstveröffentlichung: 4. Dezember 1990 Verkäufe: + 1.000.000   |
| 1991 | Miracle                 | — | — | — | — | US9 (14 Wo.)US | R&B2 (17 Wo.)R&B | Erstveröffentlichung: 16. April 1991                           |
| 1991 | My Name Is Not Susan    | DE52 (19 Wo.)DE | — | — | UK29 (5 Wo.)UK | US20 (10 Wo.)US | R&B8 (14 Wo.)R&B | Erstveröffentlichung: 21. Juli 1991                            |
| 1991 | I Belong to You         | — | — | — | UK54 (2 Wo.)UK | — | R&B10 (17 Wo.)R&B | Erstveröffentlichung: 18. Oktober 1991                         |
| 1992 | We Didn’t Know          | — | — | — | — | — | R&B20 (12 Wo.)R&B | Erstveröffentlichung: 14. April 1992 feat. Stevie Wonder       |

## Rezeption

### Preise
Für das Album erhielt Houston einige Musikpreise und Nominierungen, so etwa vier Billboard Music Awards. Ebenso wurden die Singles des Albums ausgezeichnet bzw. nominiert. I’m Your Baby Tonight und All the Man That I Need waren 1991 und 1992 für den Grammy Award in der Kategorie Best Pop Vocal Performance, Female nominiert, I Belong to You 1993 in der Kategorie Best R&B Vocal Performance, Female.

### Rezensionen
Ashley S. Battel von Allmusic bezeichnete das Album als eine „ein wenig enttäuschende“ Veröffentlichung mit „sehr wenig erinnerbaren Stücken“. Die beiden Balladen seien die Höhepunkte. Sie vergab zwei von fünf Sternen.

## Kommerzieller Erfolg

### Chartplatzierungen
| ChartsChartplatzierungen       | Höchstplatzierung | Wochen |
| ------------------------------ | ----------------- | ------ |
| Deutschland (GfK)              | 3 (26 Wo.)        | 26     |
| Österreich (Ö3)                | 2 (20 Wo.)        | 20     |
| Schweiz (IFPI)                 | 2 (22 Wo.)        | 22     |
| Vereinigte Staaten (Billboard) | 3 (57 Wo.)        | 57     |
| Vereinigtes Königreich (OCC)   | 4 (29 Wo.)        | 29     |

| ChartsJahrescharts (1991) | Platzierung |
| ------------------------- | ----------- |
| Deutschland (GfK)         | 42          |
| Österreich (Ö3)           | 17          |
| Schweiz (IFPI)            | 22          |

### Auszeichnungen für Musikverkäufe
I’m Your Baby Tonight verkaufte sich laut Quellen weltweit über zehn Millionen Mal. Davon sind 6,2 Millionen durch Schallplattenauszeichnungen belegt.
| Land/Region                  | Auszeichnungen für Musikverkäufe (Land/Region, Auszeichnung, Verkäufe) | Verkäufe  |
| ---------------------------- | ---------------------------------------------------------------------- | --------- |
| Australien (ARIA)            | Platin                                                                 | 70.000    |
| Deutschland (BVMI)           | Platin                                                                 | 500.000   |
| Finnland (IFPI)              | Gold                                                                   | 35.702    |
| Frankreich (SNEP)            | Platin                                                                 | 300.000   |
| Japan (RIAJ)                 | 2× Platin                                                              | 400.000   |
| Kanada (MC)                  | Platin                                                                 | 100.000   |
| Neuseeland (RMNZ)            | Platin                                                                 | 20.000    |
| Niederlande (NVPI)           | Platin                                                                 | 100.000   |
| Österreich (IFPI)            | Platin                                                                 | 50.000    |
| Schweden (IFPI)              | Platin                                                                 | 100.000   |
| Schweiz (IFPI)               | 2× Platin                                                              | 100.000   |
| Spanien (Promusicae)         | 2× Platin                                                              | 200.000   |
| Vereinigte Staaten (RIAA)    | 4× Platin                                                              | 4.000.000 |
| Vereinigtes Königreich (BPI) | Platin                                                                 | 300.000   |
| Insgesamt                    | 1× Gold · 19× Platin ·                                                 | 6.275.702 |

Hauptartikel: Whitney Houston/Auszeichnungen für Musikverkäufe